# Jean du Rivau
Jean-Louis-Marie du Rivau, né le 20 février 1903 au Mans (France) et mort le 3 janvier 1970  à Boulogne-Billancourt, est un prêtre jésuite et résistant français, artisan du dialogue et de la réconciliation franco-allemande.

## Biographie
Jean du Rivau, issu d'une famille aisée de l'Ouest de la France, est né au Mans le 20 février 1903 ; il effectue ses études chez les Jésuites. 
Il entre au séminaire, et est ordonné prêtre en 1936. Il est aumônier des étudiants en médecine.
Mobilisé au début de la Seconde Guerre mondiale, Jean du Rivau participe à la lutte an mai 1940 comme lieutenant d'artillerie ; il reçoit la croix de guerre avec plusieurs citations ; fait prisonnier, il s'évade au bout d'un mois. Résistant, il est arrêté en 1944 par les Allemands, interné à Mauthausen puis à Dachau, selon le colloque de 2015 ; mais selon Passerelles et passeurs, il était plutôt aumônier des Chantiers de jeunesse, puis aumônier à Offenbourg en 1944-1945.
Après la guerre, il est un des premiers promoteurs du dialogue de réconciliation franco-allemande. Il fonde en 1945 la revue germanophone Dokumente et son équivalent francophone Documents. Toutes deux continuent à paraître aujourd’hui, mais réunies – depuis 2000 – en une édition bilingue à l’origine du Bureau international de liaison et de documentation (BILD).
Jean du Rivau compte, avec d’autres intellectuels français, parmi les fondateurs du Comité français d’échanges avec l’Allemagne nouvelle en 1948.

## Distinctions
- Croix de commandeur de l'ordre du Mérite
- Croix de guerre 1939-1945